# Tempio di Iside al Campo Marzio
Il tempio di Iside al Campo Marzio (o Iseo Campense, in latino Iseum Campense) era un santuario dedicato alla dea Iside e al suo consorte Serapide, costruito a Roma nel Campo Marzio, tra il Saepta Iulia e il tempio di Minerva.
L'ingresso alla parte interna era decorato con degli obelischi in granito rosso o rosa di Siene, importati nel I secolo ed eretti a coppie: un gran numero di essi è stato ritrovato, a pezzi e incompleto, nei pressi della basilica di Santa Maria sopra Minerva.

## Storia
Il culto di Iside fu introdotto a Roma nel I secolo a.C., non senza resistenze da parte dell'aristocrazia tradizionalista: nel 53 a.C. il Senato aveva decretato la demolizione dei sacelli privati costruiti dentro le mura, e lo stesso Iseo nel Campo Marzio fu costruito nel 43 a.C., ma il culto ne fu sospeso prima da Agrippa (nel 23 a.C.) e poi da Tiberio. 
Il culto fu poi reintrodotto da Caligola, e durò fino alla fine dell'impero.
L'edificio fu distrutto da un incendio nell'80 e ricostruito da Domiziano; modifiche successive furono attuate da Adriano, mentre ad età severiana risale il restauro di gran parte delle strutture. La sopravvivenza del santuario è attestata fino al V secolo.
| Planimetria del Campo Marzio centrale |
| --- |
| Terme di Nerone Stadio di Domiziano Pantheon Basilica di Nettuno Terme di Agrippa Stagnum ? Odeon di Domiziano Insulae d'epoca adrianea Magazzini ? Magazzini ? Magazzini ? Saepta Iulia Diribitorium Porticus Divorum Aqua Virgo Arco di Claudio Porticus Vipsania Caserma della I coorte dei Vigiles Iseum Tempio di Minerva Calcidica Ara di Marte Via Flaminia Via Flaminia Tempio di Adriano Tempio di Matidia Teatro di Pompeo Templi di Largo Argentina Portico di Minucio Colonna di Marco Aurelio T. di M.Aurelio e Faustina (?) Arco di M.Aurelio (?) Colonna di Antonino Pio Ustrino di Faustina maggiore Ustrino di Faustina minore Via Recta Portico e tempio del Bonus Eventus Portico di Pompeo Arcus Novus Portico di Meleagro Portico degli Argonauti Piazza della Rotonda Villa Publica |

## Caratteristiche
Il santuario, lungo 240 m e largo 60, era articolato in tre parti: al centro vi era un'area rettangolare, alla quale si accedeva tramite archi monumentali; seguiva una piazza scoperta ornata da coppie di obelischi in granito rosso di Syene e sfingi, nel centro della quale sorgeva il tempio isiaco; un'esedra semicircolare con abside ospitava presumibilmente il serapeo, sul quale sorge oggi la chiesa di Santo Stefano del Cacco.
Tra gli obelischi che ornavano il complesso sono ancora visibili quello del Pantheon, quello della Minerva e quello di Dogali, oltre all'obelisco dell'Anfiteatro del giardino di Boboli, a Firenze; un quinto, più piccolo, si trova forse oggi a Urbino.
Sarebbe da porre in connessione con il santuario la statua di Iside Sothis, collocata davanti alla basilica di San Marco e nota come "Madama Lucrezia"; della stessa statua faceva parte probabilmente il famoso Pie' di marmo, un frammento situato nell'omonima via che porta un calzare tipico delle sacerdotesse isiache.
Dall'Iseo proverrebbero inoltre la statua del Nilo oggi ai Musei Vaticani, e quella del Tevere oggi al Louvre, nonché la monumentale Pigna dei Musei Vaticani.